# 羅月煥
羅 月煥（ナ・ウォルファン、나월환）は日本統治時代の朝鮮の独立運動家。号は松竹。本貫は羅州羅氏。

## 経歴
1912年10月、全羅南道羅州市に生まれる。1924年3月、仁川公立普通学校卒業。東京に渡り、朴基成と共に四谷小学校夜間部5・6学年課程を履修。1年後には成城中学校に入学した。
青山学院に入学すると、収監中であった朴烈と面会し、元心昌、宋映運、崔學柱、柳致眞などの留学生と交流して黒友連盟に加入。中国に亡命。
上海に渡り、中国人の黄紹美の紹介で1930年10月に中央陸軍軍官学校第8期入学。第2総隊歩兵第2大隊第4隊配属。1933年11月、卒業。憲兵訓練所甲級学員隊に入隊。南華韓人青年連盟に加入し、中国軍憲兵として活動。1936年4月22日、憲兵中尉。1937年、日本の警察に逮捕され本国に送還される途中の青島市で脱出する。1939年11月、韓国青年戦地工作隊を組織し隊長となる。結成直後、重慶を離れて陝西省西安に移動し、第34集団軍（総司令：胡宗南）と連携した。1940年2月、中央戦時工作幹部訓練団（戰幹團）第4団韓国青年班（韓青班）隊長。1940年8月26日、憲兵上尉。1941年1月に戦地工作隊は韓国光復軍に編入され第5支隊長や徴募第5分所主任委員を歴任。1942年3月に西安で暗殺される。
1963年、韓国政府は建国勲章独立章を追叙。
2014年9月、大韓民国国家報勲処が9月の「今月の独立運動家」に選定。